# 许志勋
许志勋（1965年5月—），四川资阳人，中华人民共和国政治人物。

## 生平
1965年5月，许志勋出生在四川省内江专区资阳县（今资阳市）。1981年，许志勋进入资阳师范学校学习，1984年毕业后分配至资阳中学出任团委书记，期间于1989年6月加入中国共产党。
1991年4月，许志勋进入政界，在资阳县人民政府外事办公室工作。1994年11月，许志勋调任临江镇党委副书记。1996年12月，许志勋出任共青团资阳市委副书记，次年7月转任资阳市科技委员会主任。1999年4月，许志勋调任雁江区清水乡（今清水镇）党委书记。2000年转任资阳地区科学技术局（资阳市科学技术局）副局长。2004年10月，许志勋出任中共资阳市委、市人民政府接待办公室副主任。2006年10月，许志勋转任资阳市体育局党组书记、副局长，次年2月升任局长。2011年10月，许志勋调任中共安岳县委书记，2017年1月兼任资阳市政府副市长。2022年7月，许志勋成为资阳市人民政府办公室二级调研员。

### 落马
2024年6月26日，许志勋涉嫌严重违纪违法接受四川省纪委监委纪律审查和监察调查。2024年4月25日，中共资阳市委副书记、市长王善平被查。